# Zeitschrift für Praktische Philosophie
Die Zeitschrift für Praktische Philosophie (ZfPP) ist eine halbjährlich erscheinende, deutschsprachige Philosophiefachzeitschrift, die Arbeiten aus allen Bereichen der praktischen Philosophie veröffentlicht (u. a. angewandte Ethik, Moralphilosophie, politische Philosophie). Sie publiziert sowohl eigenständige Aufsätze als auch Themenschwerpunkte. Gegründet wurde die Zeitschrift 2013 an der Universität Salzburg. Die Zeitschrift verwendet ein doppelverblindetes Begutachtungsverfahren. Alle in der ZfPP erscheinenden Beiträge sind kostenlos frei zugänglich. Die ZfPP ist den Werten der Transparenz, Diversität und Inklusion verpflichtet und bekennt sich zu einer aktiven Rolle in der Wissenschaftsgemeinschaft. Zu den Tätigkeiten der ZfPP gehören neben der Publikation der Zeitschrift auch die Vernetzung und der Austausch mit anderen Zeitschriften und Fachgesellschaften und die Beteiligung an entsprechenden Foren und Veranstaltungen.

## Herausgeber
Die Zeitschrift für Praktische Philosophie (ZfPP) wurde 2013 von Gunter Graf, Martina Schmidhuber, Gottfried Schweiger und Michael Zichy gegründet. Gunter Graf ist Ende 2017, Martina Schmidhuber Ende 2020 aus dem Herausgeberkreis ausgeschieden. Weitere ehemalige Herausgeber sind Sarah Bianchi, Andrea Klonschinski und Mark Schweda.
Aktuell herausgegeben wird die ZfPP von Birgit Beck (TU Berlin), Karoline Reinhardt (Universität Passau), Gottfried Schweiger (Universität Salzburg) und Michael Zichy (Universität Bonn und Universität Salzburg).

## Abstracting und Indizierung
Die Zeitschrift für Praktische Philosophie (ZfPP) ist zurzeit in folgenden Datenbanken indiziert und auffindbar:
- European Reference Index for the Humanities (ERIH-PLUS)
- Directory of Open Access Journals (DOAJ)
- PhilPapers
- Google Scholar
- Philosopher‘s Index
- Ulrichsweb
- WorldCat
- Zeitschriftendatenbank (ZDB)
- E-Plus